# Killymoon Castle
Killymoon Castle (irisch Caisleán Choillidh Mhuain) ist eine Burg im Townland Killymoon Demesne (Coillidh Mhuain) etwa 1,6 km südwestlich von Cookstown im nordirischen County Tyrone. Sie liegt am Nordufer des Ballinderry River. Im Park der Burg wurde ein 18-Loch-Golfplatz angelegt, auf dem britische Turniere abgehalten wurden. Im Golfpark befinden sich Reste eines Court Tombs. 

## Geschichte
Das erste Killymoon Castle, das 1671 erbaut wurde, brannte 1801 ab. Zwei Jahre später wurde es größer und schöner als vorher nach Plänen von John Nash wieder aufgebaut. Es handelt sich um ein asymmetrisches Gebäude mit runden und rechteckigen Türmen. Das Innere ist im neugotischen Stil gehalten.